# Parco delle memorie industriali
Il Parco Bocconi, chiamato in origine Parco delle memorie industriali, è un parco collegato all'Universitá Bocconi, della città di Milano. È suddiviso dalla artificialità dei luoghi (edifici e vie di comunicazione) in tre Parchi distinti: il Parco della cultura, il Parco ex OM e il Parco della Vettabbia.
Il primo di questi ambiti, nel 2011, non è ancora completato: rappresenterà la cerniera tra la città consolidata nei limiti del suo primo piano regolatore moderno, dal lato meridionale della circonvallazione esterna, e la nuova urbanistica.

## Storia

### Dal programma alla costruzione
Il parco Ripamonti è ricompreso tra le vie Pompeo Leoni, Pietrasanta, Ripamonti, Corrado il Salico, Carlo Bazzi e il viale Toscana. Su di essa insisteva, dal 1890 un'industria meccanica pesante (la OM Officine Meccaniche) che, negli anni dell'inizio del processo di dismissione, era diventata Fiat Iveco. Nel 1994 il ministero dei lavori pubblici introduce un nuovo strumento per favorire il recupero delle aree dismesse, il P.R.U. (programma di riqualificazione urbana) e in base a questo, un gruppo di aziende immobiliari e commerciali avanza richiesta di disponibilità presentando il relativo progetto. Il comune incarica il paesaggista francese Christophe Girot di elaborare le linee realizzative, con un solo parco a sud del viale Toscana, ma la soluzione si rivela impraticabile e si arriva al progetto attuale che decolla nel 1999.

### Un parco senza alberi
L'intera area è di 313.000 m², metà della quale destinata ad usi pubblici (160.000 m²) e metà per le opere edilizie di interesse privato che vengono regolarmente realizzate assieme a quelle di riqualificazione dell'area a loro carico (bonifica, stombinatura e rinaturalizzazione della Vettabbia, creazione dei percorsi stradali interni con la via Giovanni Spadolini, da cui il quartiere prende il nome, e della superficie a prato decorativo). Nel 2008 i lavori sono conclusi e il risultato è quello di un parco senza alberi, con gli unici elementi "verticali" costituiti da un vecchio carro ponte e dall'area giochi per i bambini. Rinviata la costruzione dell'anfiteatro da millecinquecento posti, la messa a dimora del frutteto in bordura e le altre piantumazioni nell'ambito del parco della cultura. Anche la parte dei lavori che riguardava il tratto tra via Corrado il Salico e via Ripamonti creando la continuità di percorso non è stata realizzata e i pioppi che ne impreziosivano le rive sono "colonizzati" dall'ailanto,. Sulla sponda destra del canale dalle acque quasi sempre limpide, alcuni vecchi edifici a un piano sono stati restaurati, e tra la vegetazione spontanea che ne guarnisce la riva, hanno nidificato gallinelle d'acqua e germani reali, diventati stanziali: uno scorcio paesaggisticamente notevole, che però è topograficamente esterno all'ambito del Parco della Vettabbia.